# Csirke kabala módra
Az Csirke kabala módra (eredeti cím: Hatching Pete) egy 2009-es  amerikai egész estés film a Disney Channel eredeti produkciójában, Jason Dolley és Mitchel Musso főszereplésével. Rendezte Stuart Gillard, írta Paul W. Cooper.
Amerikában 2009. április 24-én mutatták be. Magyarországon a Disney csatorna adta le.

## Szereplők
| Szereplő           | Színész          | Magyar hang    |
| ------------------ | ---------------- | -------------- |
| Pete Ivey          | Jason Dolley     | Szalay Csongor |
| Cleatus Poole      | Mitchel Musso    | Baráth István  |
| Angela Morrissey   | Josie Loren      | Molnár Ilona   |
| Jamie Wynn         | Tiffany Thornton | Vadász Bea     |
| Leon Ivey          | Sean O'Bryan     | Fazekas István |
| Dil Jensen         | Crawford Wilson  | Czető Roland   |
| Fred Daly igazgató | Edward Herrmann  | Bácskai János  |
| Mackey edző        | Brian Stepanek   | Maday Gábor    |
| Camie Poole        | Madison Riley    | Szabó Zselyke  |
| Jack Poole         | David Nibley     | Juhász Zoltán  |